# Ray Harford
Raymond Thomas ("Ray") Harford (Halifax, 1 juni 1945 – 9 augustus 2003) was een Engels voetballer en voetbaltrainer. 

## Biografie
Harford was een centrale verdediger die voornamelijk voor Lincoln City en Colchester United uitkwam. Na zijn spelerscarrière ging hij als trainer aan de slag. Harford coachte clubs als Wimbledon (1990–1991), West Bromwich Albion (1997) en Queens Park Rangers (1997–1998). Hij was trainer van Blackburn Rovers van 1995 tot 1996. Harford was bij Blackburn de opvolger van succescoach Kenny Dalglish, die vlak voor Harfords aanstelling met de club landskampioen was geworden. Harford verloor met Blackburn de FA Charity Shield 1995 tegen Everton, de winnaars van de FA Cup 1994/95. Het was een tijdperk waarin Blackburn over grote financiële middelen beschikte.
In 1988 won Harford de League Cup als trainer van Luton Town. In de finale werd het veel grotere Arsenal van trainer George Graham verslagen.
Harford, op dat moment als assistent-trainer in dienst bij Millwall, overleed op 9 augustus 2003 op 58-jarige leeftijd.

## Erelijst als trainer
Luton Town
- League Cup: 1988